# TDK

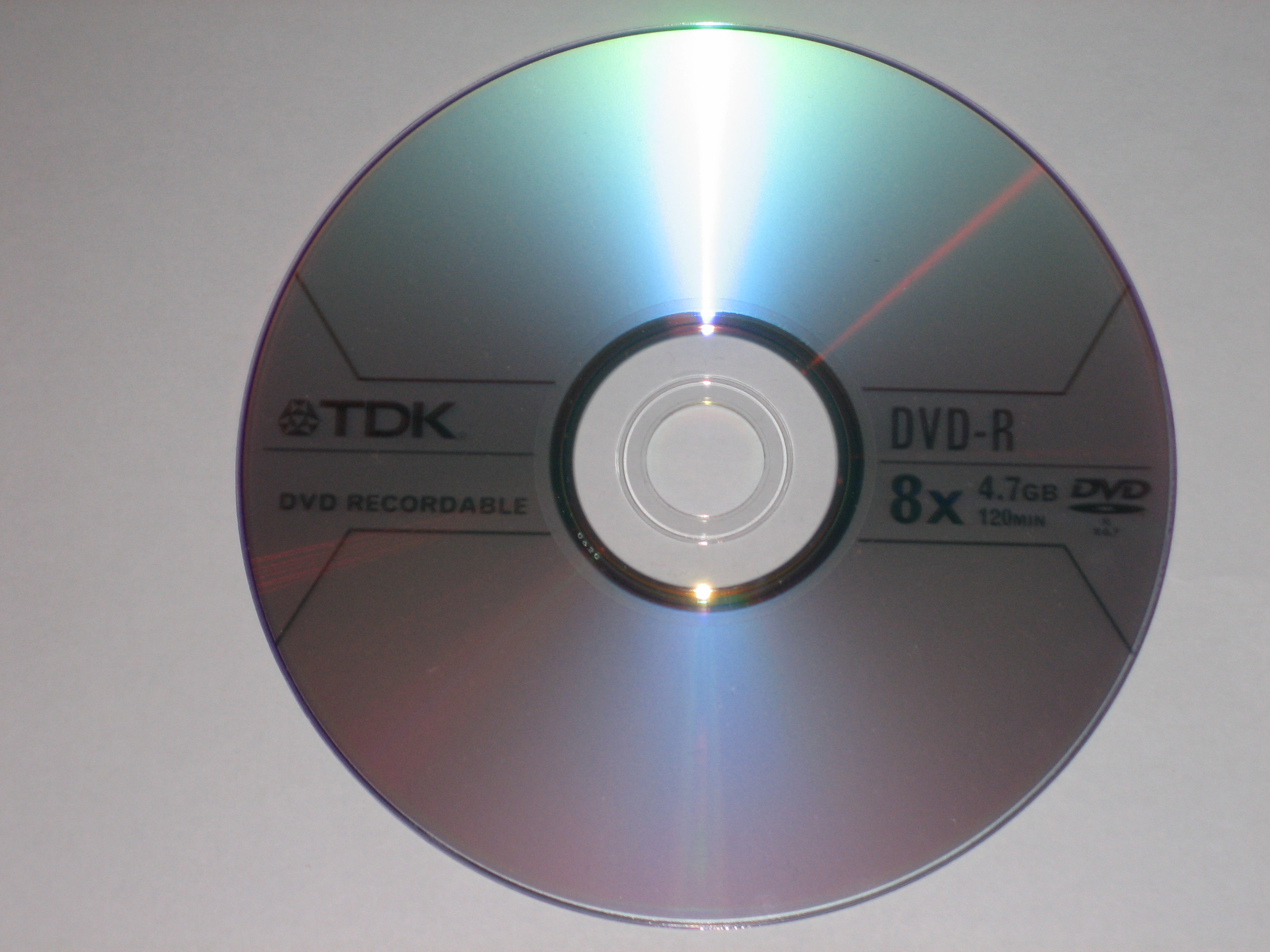
DVD-диск від TDK.

TDK Corporation (яп. TDK株式会社) — японська компанія, що займається виробництвом електронних компонентів і носіїв інформації. Назва походить від первинної японської назви компанії Tokyo Denki Kagaku (Tokyo Electronics and Chemicals).
TDK була заснована в Японії 7 грудня 1935 року для виробництва фериту. В 1952 запускається виробництво магнітних стрічок, а пізніше, в 1966 році, виробництво компакт-касет, завдяки яким компанія й отримала широку популярність. На даний момент TDK випускає широкий спектр магнітних і оптичних носіїв інформації. Нещодавно запущено виробництво USB-накопичувачів
В 2004 році TDK стала першим виробником носіїв інформації, що приєдналася до розробки Blu-ray-дисків.
В 2006 TDK припинила виробництво CD-дисків і DVD-дисків, перекинувши всі зусилля на випуск Blu-ray-дисків. Проте, TDK досі випускає CD-RW диски..